# Rana chevronta
Rana chevronta es una especie de anfibio anuro de la familia Ranidae.

## Distribución geográfica
Esta especie es endémica de la provincia de Sichuan en el sur de la República Popular de China. Habita entre los 1600 y 1800 m s. n. m. en el Monte Emei.

## Descripción
Rana chevronta mide hasta 43 mm para los machos y hasta 56 mm para las hembras.

## Reproducción
Esta especie no se ha visto desde 1983. En la medida en que su alcance es muy limitado (10 km²), es particularmente vulnerable.

## Publicación original
- Hu, Fei & Ye, 1978 : Three new amphibian species in China. Materials for Herpetological Research, Chengdu, vol. 4, p. 20.[4]